# Sicko
Sicko (niem. Altenwedel) – wieś sołecka w Polsce położona w województwie zachodniopomorskim, w powiecie choszczeńskim, w gminie Recz. W latach 1975–1998 miejscowość administracyjnie należała do województwa gorzowskiego. W roku 2007 wieś liczyła 180 mieszkańców.
Kolonia wchodząca w skład sołectwa: Trzebień.

## Geografia
Wieś leży ok. 3 km na zachód od Recza, ok. 500 m na południe od drogi krajowej nr 10.

## Historia
Wieś o metryce średniowiecznej, po raz pierwszy wymieniana w źródłach w 1303 r. jako willa Wedele. Od XIV do XVII wieku w posiadaniu rodu von Wedel (stąd historyczna nazwa wsi – Altenwedel). Przez wieś przebiegał historyczny trakt recki. Przełomowym momentem w historii Sicka była wojna trzydziestoletnia (1618 – 1648) – wieś (do tej pory w księstwie pomorskim) została włączona do Brandenburgii. Przypuszczalnie w tym okresie nastąpił także jej rozwój przestrzenny. W 1650 r. nowym właścicielem został Bogislaw Friedrich von Damitz natomiast w 1652 r. – Dawid Brunschweig. W 1694 r. Sicko stało się własnością domeny królewskiej. Zawsze była to duża wieś chłopska, nie wymienia się natomiast folwarku. W 1784 r. liczyła 66 domów (sołtys, 31 gospodarstw chłopskich, trzech zagrodników, dziewięciu chałupników). Działała tutaj szkoła, kuźnia, młyn wodny, dom pastora. W poł. XIX wieku we wsi działały dwa młyny oraz trzy wiatraki. Przypuszczalnie w tym czasie przebudowano stary kościół, lub na jego miejscu wzniesiono nowy. Sicko określane było jako wieś bogatych chłopów. Według spisu z 1939 r. duże gospodarstwa chłopskie liczyły od 37 do 59 ha. Wieś poważnie ucierpiała (podobnie jak wiele innych w regionie) podczas działań wojennych 1945 r. Zniszczeniu uległo wiele zabudowań. Po II wojnie światowej Sicko nadal pozostaje wsią rolników indywidualnych. W końcu lat 90. XX wieku odbudowano kościół.

## Zabytki
Do wojewódzkiego rejestru zabytków wpisane są:
- kościół pw. Miłosierdzia Bożego z końca XIX wieku. Kościół filialny, rzymskokatolicki należący do parafii pw. Jana Kantego w Wapnicy, dekanatu Suchań, archidiecezji szczecińsko-kamieńskiej, metropolii szczecińsko-kamieńskiej.
- cmentarz przykościelny, nieczynny.